# Mass Effect: Andromeda
Mass Effect: Andromeda là tựa game hành động nhập vai góc nhìn thứ ba do hãng BioWare phát triển và Electronic Arts phát hành trên toàn thế giới cho Microsoft Windows, PlayStation 4 và Xbox One vào tháng 3 năm 2017. Là bản kế thừa Mass Effect 3 năm 2012, Mass Effect: Andromeda là phần đầu tiên trong dòng game giới thiệu môi trường thế giới mở. Trò chơi bắt đầu trong Ngân Hà vào thế kỷ 22, nơi mà nhân loại đang có kế hoạch để cư trú trong thế giới nhà mới trong thiên hà Andromeda như là một phần của chiến lược được gọi là Sáng kiến Andromeda. Người chơi giả định vai trò của Scott hoặc Sara Ryder, một nhà tuyển dụng quân đội thiếu kinh nghiệm tham gia Sáng kiến và tỉnh dậy ở Andromeda sau chuyến đi kéo dài 634 năm. Sự kiện cho thấy kết quả là Ryder trở thành Pathfinder của con người, được giao nhiệm vụ tìm kiếm một thế giới mới cho nhân loại trong khi cũng phải đối phó với một chủng tộc ngoài hành tinh thù địch gọi là Kett và khám phá những bí mật của một chủng tộc hóa hợp bí ẩn, Remnant.

## Cốt truyện
Trò chơi diễn ra rất lâu sau các sự kiện của ba phần Mass Effect đầu tiên trong Thiên hà Andromeda. Game khởi đầu vào năm 2185, giữa các sự kiện của Mass Effect 2 và Mass Effect 3. Bốn chủng tộc Hội đồng Citadel và Quarians đang lên kế hoạch xây dựng thế giới quê nhà mới trong Thiên hà Andromeda như là một phần của chiến lược được gọi là Sáng kiến Andromeda. Mỗi chủng tộc sẽ gửi 20.000 công dân trên hành trình một chiều kéo dài 600 năm đến Andromeda trên chiếc tàu vận tải riêng của họ, gọi là Ark, và chọn một nhà lãnh đạo, gọi là Pathfinder. Một khi các chủng tộc đặt chân đến nơi đây, họ giúp xây dựng Nexus, một trạm không gian đóng vai trò như một trung tâm của chính phủ và ngoại giao, một khu vực sinh sống, cũng như là căn cứ hoạt động dành cho Pathfinder. Nhân vật chính của Mass Effect: Andromeda, tùy thuộc vào sự lựa chọn của người chơi, có thể là Scott hay là Sara Ryder. Cả hai cặp song sinh Ryder đều là những người tuyển dụng thiếu kinh nghiệm vẫn là một phần của cốt truyện trong game ngay cả khi họ không được chọn làm nhân vật chính. Cha của họ, Alec Ryder là Pathfinder của nhân loại, được giao nhiệm vụ tìm kiếm một ngôi nhà mới cho các chủng loài ngoài hành tinh.

## Lối chơi
Mass Effect: Andromeda thuộc thể loại hành động nhập vai góc nhìn thứ ba, trò chơi có môi trường thế giới mở được khởi đầu từ những người tiền nhiệm. Players are able to play as either a male or female human character. Người chơi có thể chơi với tư cách là nhân vật nam hay nữ. Người chơi sẽ có thể thử nghiệm chiếc xe buggy loại 6 bánh được giới thiệu và có thể tùy chỉnh gọi là Mako dùng để khám phá những hành tinh mới trong game. Nhà sản xuất còn đưa vào game một con tàu vũ trụ mang tên Tempest sẽ được đặt dưới quyền điều động của nhân vật người chơi. Trò chơi có các hành tinh khác nhau để người chơi khám phá, với mỗi hành tinh có đặc điểm riêng. Tương tự như các phiên bản trước, trò chơi có một cây đối thoại, lựa chọn, mối quan hệ lãng mạn với bạn đồng hành, và chơi mạng cộng tác.

## Phát triển
Andromeda đã được cựu giám đốc sản xuất Casey Hudson của hãng BioWare Edmonton công bố trên Twitter vào tháng 11 năm 2012. Ông đã hỏi, "Chúng tôi đang ở trong giai đoạn đầu của việc thiết kế một tựa game Mass Effect mới hoàn toàn. Bạn muốn xem gì trong đó?" Ngày 12 tháng 11 năm 2012, BioWare khẳng định rằng họ đang làm việc cho một dự án Mass Effect mới và nó sẽ sử dụng bộ engine Frostbite 3 của DICE, giống như Dragon Age: Inquisition. Vào tháng 3 năm 2013, Hudson đã tiết lộ tại PAX East rằng BioWare đã bắt đầu làm việc cho phần tiếp theo của thương hiệu này. Trò chơi điện tử chính thức được công bố là đang được phát triển tại E3 2014 vào ngày 9 tháng 6 năm 2014, nơi Andromeda được giới thiệu ngắn gọn với các cảnh quay và thông tin khái niệm ban đầu. Theo giám đốc cộng đồng sau này của BioWare là Chris Priestly, BioWare không muốn mọi người nhắc đến phần tiếp theo này như là Mass Effect 4. Lời tuyên bố này còn được giám đốc BioWare Edmonton là Yanick Roy nhắc lại, nhấn mạnh rằng bộ ba nguyên thủy đã được ký kết và họ đang tập trung vào một câu chuyện mới trong vũ trụ Mass Effect. Vào ngày 19 tháng 1 năm 2015, nó đã được tiết lộ rằng phần tiếp theo liên quan đến 200 nhà phát triển. Người ta gợi ý rằng tiêu đề đó không phải là Mass Effect 4 và Mako, một chiếc xe sáu bánh được sử dụng trong bản Mass Effect đầu tiên, sẽ trở lại trong phần thứ tư. Hãng cũng xác nhận là game sẽ có cả phần chơi mạng nữa.
Mass Effect: Andromeda được tiết lộ vào ngày 15 tháng 6 năm 2015, trong cuộc họp báo của Electronic Arts tại E3 2015 dưới dạng của một đoạn trailer; về sau được tải lên trên kênh YouTube Mass Effect trong cùng một ngày. Một đoạn teaser trailer đã được tải lên kênh "N7 Day", ngày 7 tháng 11 năm 2015, với phần lồng tiếng của Jennifer Hale cho nhân vật Tư lệnh Shepard. Phát biểu trong Hội nghị Công nghệ, Truyền thông và Viễn thông của Morgan Stanley vào ngày 2 tháng 3 năm 2016, giám đốc tài chính EA Blake Jorgensen tuyên bố rằng việc phát hành Mass Effect: Andromeda đã bị trì hoãn từ ngày ban đầu của quý 4 năm 2016 và sau mới công bố ra mắt vào quý 1 năm 2017.

## Đề xuất phần tiếp theo
Mặc dù Mass Effect: Andromeda không được thiết kế với những kế hoạch cụ thể dành cho các phần trong tương lai, ý định ban đầu của BioWare là tiếp tục bổ sung vào dòng game này. Tuy nhiên, theo sự đón nhận về mặt thương mại và sự chỉ trích đáng thất vọng của trò chơi, báo cáo phát sinh rằng BioWare Edmonton sẽ nghỉ giải lao để tập trung vào IP mới của họ, Anthem, và BioWare Montreal sẽ tập trung vào làm các game khác dưới cái ô EA, chẳng hạn như Star Wars Battlefront II. Vào tháng 8 năm 2017, BioWare Montreal đã được sáp nhập với hãng Motive Studios của EA, gây thêm nghi ngờ về tương lai của thương hiệu Mass Effect. Thế nhưng, cựu giám đốc sáng tạo của dòng game này Casey Hudson, đã rời khỏi BioWare năm 2014 nhưng đã quay trở lại sau khi phát hành Mass Effect: Andromeda, tuyên bố rằng ông muốn tiếp tục thực hiện dòng game này.